# Agathomyia argentata
Agathomyia argentata är en tvåvingeart som beskrevs av Oldenberg 1917. Agathomyia argentata ingår i släktet Agathomyia och familjen svampflugor.
Artens utbredningsområde är Paraguay. Inga underarter finns listade i Catalogue of Life.